# Trompete
Die Trompete ist ein hohes Blechblasinstrument mit drei, seltener vier Ventilen, das als Aerophon mit einem Kesselmundstück nach dem Prinzip der Polsterpfeife angeblasen wird. Die Mensur ist relativ eng. Ein großer Teil des in Bügelform gewundenen, meist aus Messing hergestellten Rohres ist zylindrisch, bevor es konisch in den ausladenden Schalltrichter ausläuft. Die Rohrlänge der B-Trompete, die am häufigsten vorkommt, beträgt etwa 130 cm.

## Varianten

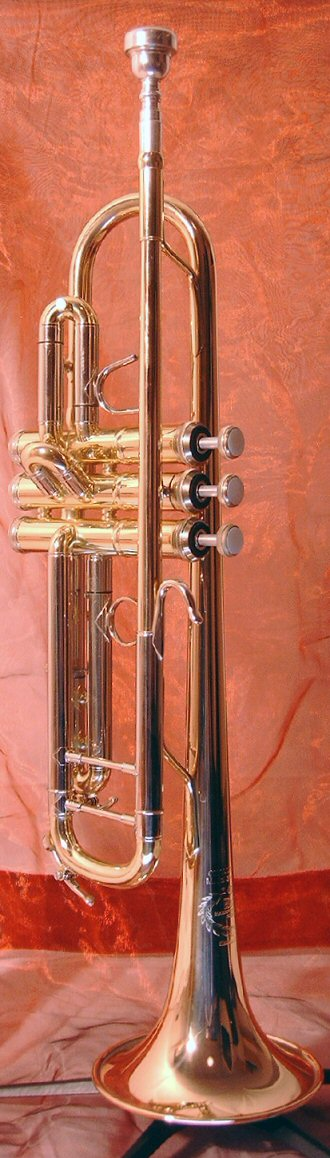
Trompete mit Pumpventilen

Je nach der Ausstattung zur Tonhöhenveränderung unterscheidet man zwischen
- Naturtrompeten (wie die Barocktrompete)
- Klappentrompeten und
- Ventiltrompeten. Diese ist heutzutage immer gemeint, wenn von „Trompete“ ohne Zusatz die Rede ist.

Trompeten werden im Normalfall mit der linken Hand festgehalten, Ringfinger, Mittelfinger und Zeigefinger der rechten Hand betätigen die Ventildrücker. 
Die Ventile befinden sich im zweiten Zehntel der Gesamtlänge. Als Ventile finden Verwendung:
- Drehventile (auch Zylinderventil oder Zylinderdrehventil genannt) oder
- Pumpventile (auch Périnet-Ventil genannt).

Bei Pumpventilen hält man die Ventilgehäuse etwa senkrecht, bei der Bauweise mit Drehventilen liegen die Ventilzüge etwa waagerecht. 
Beide Varianten waren zum Ende des 19. Jahrhunderts praktikabel entwickelt. Früher wurden in der Kunstmusik in deutschsprachigen Ländern fast nur Trompeten mit Drehventilen (Deutsche Trompeten, abgebildet im Kasten oben) gespielt, während die Trompete mit Pumpventilen („französische Bauart“, Bild rechts) das Instrument in der Unterhaltungsmusik war (daher nannte man sie im deutschsprachigen Raum oft auch „Jazztrompete“). Mittlerweile werden beide Varianten auch im deutsch-österreichischen Sprachraum parallel im Sinfonieorchester eingesetzt. Kriterium für die Wahl des Instruments ist hierbei das zu spielende Werk und der dafür gewünschte Klang. So werden die Werke von Richard Wagner, Richard Strauss, Gustav Mahler und Anton Bruckner bevorzugt auf der Drehventil-Trompete gespielt („Deutsche Trompete“), während die französischen Impressionisten, Werke der italienischen Oper oder Werke des 20. Jahrhunderts eher auf der Périnet-Trompete gespielt werden („Amerikanische Trompete“).
Périnet-Ventile sind mechanisch weniger aufwendig als Drehventile, erfordern aber eine häufigere Pflege. Entscheidend für die Nebengeräusche beim Binden (Legatospiel) zweier Töne ist die Position der Ventile im Rohrverlauf der Trompete. Das erlaubt bei Périnet-Trompeten (Ventilposition: in der Hälfte des Gesamtrohres) die leichtere Generierung verschiedener Effekte durch nur teilweises Drücken des Ventils („schmieren“, „half valve“, „glissando“). 
Die kleine Piccolotrompete, auch „Hohe Trompete“ und „Kleine Trompete“ genannt, existiert in verschiedenen Stimmungen (F, G, hoch B/A und hoch H/C), sie ist oft mit einem vierten Ventil (Quartventil) ausgestattet, das das Spielen tieferer Töne ermöglicht. Da sie besonders häufig für die Wiedergabe hoher Trompetenstimmen der Barockmusik verwendet wird, wird sie manchmal auch (fälschlich) Bachtrompete genannt. Wegweisend auf diesem Instrument waren Adolf Scherbaum, Maurice André, Otto Sauter, Guy Touvron, Reinhold Friedrich und Ludwig Güttler.
Die Basstrompete oder Tiefton-Trompete ist eine vergrößerte Form der Trompete im Tonumfang der Posaune und etwas höher. Sie ist historisch in B, C, D und Es-Stimmung, heute hauptsächlich in C üblich, und wird wie jede andere Trompete notiert, also transponierend und erklingt eine große None tiefer als notiert. Spezialisierte Basstrompeter (bzw. Posaunisten) sind im transponierenden Spiel geübt, können also historische Texte mit wechselnden Stimmungen auf einem C-Instrument vom Blatt spielen (ähnlich wie Hornisten).

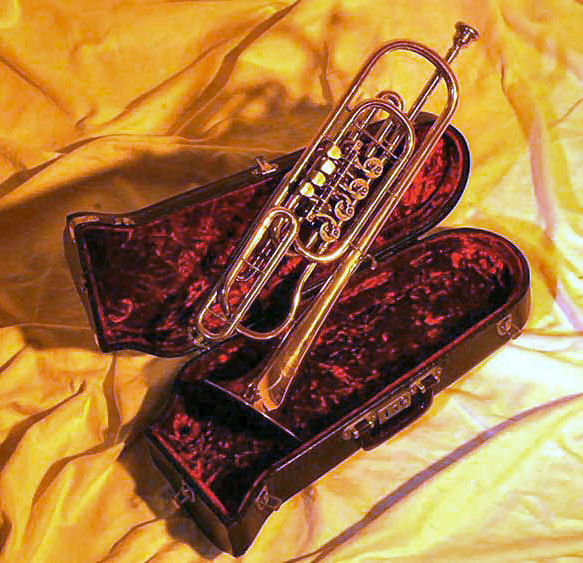
Basstrompete in C

Die Basstrompete wird meist von Posaunisten gespielt, da sie in gleicher Tonlage wie die Posaune gebaut wird und ein ähnliches Mundstück wie diese hat. Sie ist ein relativ seltenes Instrument, bleibt aber für die Wagner- und Strauss-Literatur in Gebrauch. Ein berühmtes Konzertwerk, in dem sie vorkommt, ist Le Sacre du printemps von Igor Strawinski (hier allerdings in Es gestimmt, also etwas höher). Aufgrund der Seltenheit hat die Basstrompete keine Solo-Konzerttradition und wird meist als Nebeninstrument bei Posaunisten verlangt.
Die Trompete in Es oder Es-Trompete (mit einem Tonumfang von A bis es2 und als transponierendes Instrument eine große Sexte tiefer klingend als notiert) wird nur in der Blasmusik verwendet.
Eine Taschentrompete sieht zwar kleiner aus, ist aber lediglich kompakter gewickelt als eine herkömmliche Trompete und daher von der Rohrlänge (und damit auch der Tonlage) her eine vollwertige Trompete in B. Allerdings ist der Klang durch den kleineren Schallbecher weniger strahlend als bei den üblichen Bauweisen; die Schallstückmensur entspricht mehr einem Kornett. Diese Instrumente eignen sich eher für Anfänger und/oder den Außeneinsatz, da ihr Schwerpunkt näher am Körper liegt und sie somit leichter über einen längeren Zeitraum zu halten sind.

## Tonerzeugung und Klang
Der Ton entsteht wie bei allen Blechblasinstrumenten nach dem Prinzip der Polsterpfeife, d. h. die Lippenschwingung des Bläsers erzeugt eine stehende Welle im Instrument. Wesentlich ist die oszillierende Luft im Instrument, und nicht die Luft, die durch das Instrument „geblasen“ wird. Die Tonerzeugung ist schwierig, da die der Bläser seine Lippenschwingungen exakt mit der schwingenden Luftsäule im Instrument synchronisieren muss. Beim klingenden c1 müssen sich die Lippen ca. 250-mal pro Sekunde öffnen und schließen, beim klingenden c3 sogar 1000-mal – es ist hauptsächlich die Oberlippe, die diese Schwingung ausführt. Der Tonvorrat der Naturtöne entspricht etwa der Obertonreihe, wobei die tatsächliche Intonation vom genauen Mensurverlauf des Instruments abhängt und durch den Spieler nur bedingt variiert werden kann. Die Variabilität der Klangvielfalt ist zum einen durch die Schwingungsform der Lippen des Bläsers bestimmt, zum anderen insbesondere durch den Mensurverlauf des Instruments und Mundstücks.
Für einen reinen, gleichmäßigen und kontrollierten Klang muss wie bei jedem Blasinstrument die Lunge den optimalen Luftdruck bereitstellen. Die Technik, diesen durch Zwerchfell und Bauchmuskulatur zu dosieren, wird als „Stütze“ bezeichnet. 
Die Kontrolle der Mundmuskulatur erfolgt über die mimische Muskulatur und variiert im Detail bei verschiedenen Spielern. Wichtig sind der Mundringmuskel sowie der Unterlippenherabzieher, Mundwinkelherabzieher und Mundwinkelheber, der Jochbeinmuskel (Lachmuskulatur). Weniger relevant ist jedoch der sog. „Trompetermuskel“, welcher die Wangen aufbläst und seinen Namen den historischen trompetenspielenden Engelfiguren verdankt. Nur wenige Spieler, wie u. a. Dizzy Gillespie, nutzen diesen Muskel intensiv.
Der Anblaswiderstand (empfundener Luftwiderstand) fällt je nach verwendeter Bauweise (Mensurverlauf) unterschiedlich hoch aus. Insbesondere der Durchmesser und Verlauf des Mundstückschafts und des Mundrohres mit unterschiedlich großen Bohrungen (ca. 10,6–11,8 mm) beeinflusst den Luftbedarf und den dadurch unterschiedlich empfundenen Luftwiderstand. Diese unterschiedliche Bauweise ermöglicht, bei Jazz-Trompeten Mundstücke mit kleineren Bohrungen und flacheren Kesseln zu verwenden, was einen knackigeren, helleren Ton ergibt. Der typische „Heckel-Klang“ bei Trompeten mit Drehventilen entsteht vorrangig durch die größeren Kesselmundstücke, weitere Mensur und dünnere Wandstärke.
Den größten Klangeinfluss hat der Mensurverlauf. Sekundär sind Materialdicke (Wandstärke) und -härte. Dünnes (0,3–0,45 mm) Schallstück-Blech erfordert eine höhere Härte und mitunter einen am Schalltrichter zur Stabilisierung aufgesetzten 10–40 mm breiten Kranz, der mit ca. 35 mm Breite nach der Dresdner Trompetenwerkstatt „Heckel-Kranz“ benannt ist.
Industriell gefertigte Schallstücke sind bis zu 0,8 mm dick (somit relativ schwer), müssen deswegen nicht so hart sein und haben zur Stabilisierung einen umgebördelten mit Draht eingelegten französischen Rand.

## Transposition und Tonumfang

Tonumfang C-Trompete (fis—c^{3})
und Piccolo-Trompete (d^{1}—g^{3})

Die Trompete ist (abgesehen von der C-Trompete) ein transponierendes Musikinstrument und wird in verschiedenen Stimmungen gebaut. Am weitesten verbreitet ist das Instrument in B, gefolgt von C-, D- und Es-Trompeten, selten auch in A, E, H, F und in G. Das bedeutet, dass der Ton, der in den Noten steht und gegriffen wird, durch größere oder kleinere Bauweise des Instruments real um den Abstand höher oder tiefer erklingt, den der Ton C vom Ton der Stimmung hat. Wenn man also auf einer Trompete in A ein notiertes c2 spielt, klingt dieses drei Halbtöne tiefer (a1); wenn man auf einer Trompete in D ein notiertes c2 spielt, klingt dieses zwei Halbtöne höher (d2). Die Trompete in B klingt eine große Sekunde tiefer als notiert.
Der Tonumfang reicht bei allen Trompeten vom notierten und gegriffenen kleinen fis bis zum c3 bei fortgeschrittenen Spielern und bis zum g3 bei Profis. Äußerst begabte, geübte und auf hohe Töne spezialisierte Trompeter schaffen es sogar, Töne der fünfgestrichenen Lage zu spielen. Ebenso ist der Tonumfang nach unten erweiterbar. Mit sogenannten Pedaltönen können die Töne fis bis c1 mit einem für Trompeten recht untypischen Klang noch um eine Oktave tiefer gespielt werden.
Alle vorstehenden Angaben zum Tonumfang beziehen sich auf Griffweise und Notation. Die genannten Töne klingen dann auf der B-Trompete einen Ganzton tiefer, bei der A-Trompete eine kleine Terz tiefer, bei der C-Trompete wie notiert und bei der D-Trompete einen Ganzton höher etc.
In Orchesterstimmen wird normalerweise die Transposition in B verwendet. In älteren Werken, vor allem in Sinfonien und Opern, finden sich oft auch noch andere Stimmungen (meist C, D, E, Es, und F). Alle diese Stimmungen werden aber heute meistens mit demselben Instrument gespielt, wobei der Musiker die Stimme im Kopf transponiert. In den USA und vielen anderen Ländern sind dabei im Orchester C-Trompeten die Standardinstrumente, im deutschen Sprachraum wird die B-Trompete häufiger verwendet.
Im Posaunenchor werden üblicherweise B-Trompeten gespielt, die Notation erfolgt aber klingend, siehe Kuhlo-Notation.

## Material
Die verwendeten Grundmaterialien beim Trompetenbau sind:
- Messing (Legierung aus 70/85 % Kupfer und 30/15 % Zink), hell bis gelblich goldfarben
- Goldmessing: (Legierung aus 85/90 % Kupfer und 15/10 % Zink), rötlich kupferfarben
- Neusilber: (Legierung aus Kupfer, Zink und ca. 10–15 % Nickel) silberfarben (Problematisch bei Nickel-Allergie)
- Bronze: Für die Wechselkörper des Drehventils bei besseren Instrumenten

Als Beschichtungen werden verwendet:
Klarlack, Goldlack, Farblack, Silber, Gold, Nickel.
Das Ventilgehäuse von Périnet-Ventilen wird aus Messing gefertigt, die Ventil-Wechseln aus:
- vernickeltem Messing, erkennbar an der einheitlichen silbrigen Beschichtung, auch in den Luftdurchgängen
- Edelstahl, nichtrostend, Luftdurchgänge und Federgehäuse aus Messing
- Monel, eine sehr nickelhaltige Speziallegierung, matt-grau, etwas selbstschmierend, angesetzte Teile aus Messing.

Daneben gibt es als neuere Entwicklung auch Trompeten verschiedener Hersteller, die teilweise oder vollständig aus Kunststoff (z. B. ABS) gefertigt sind, wobei deren Bestimmung je nach Qualität von einem Spielzeug oder Lärmgerät über ein billiges Einstiegsinstrument bis hin zu einem leichten Reise- oder Zweitinstrument reichen kann. Jedoch stellen sie weder klanglich noch funktional einen gleichwertigen Ersatz zu konventionellen Trompeten aus Metall dar und führen ein bisher eher belächeltes oder als experimentell bewertetes Randdasein, obwohl es mittlerweile höherwertige Kunststoffinstrumente gibt, deren Klang sich dem Klang herkömmlicher Trompeten annähert.

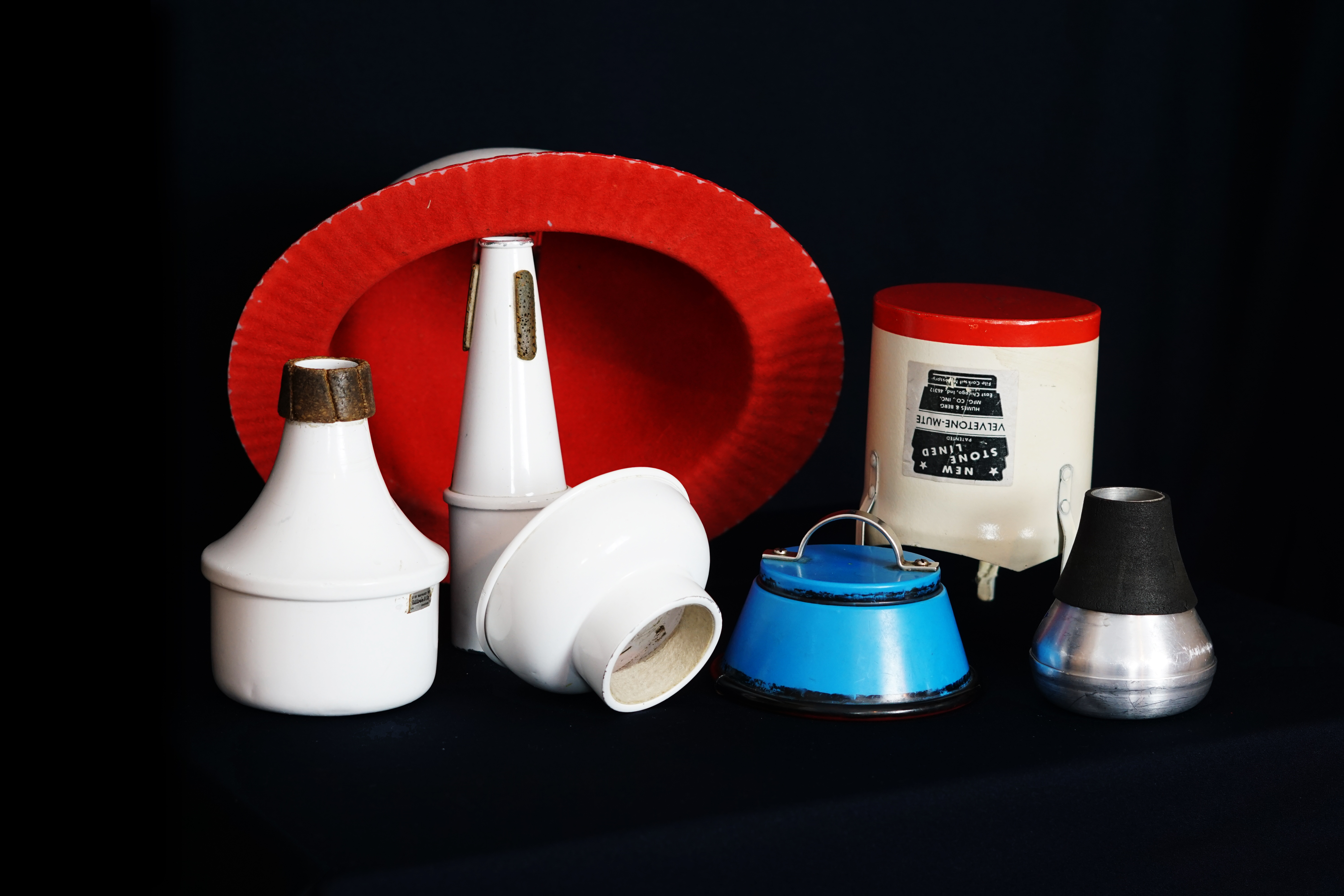
Verschiedene Trompetendämpfer

Trompeten können offen oder mit Dämpfer gespielt werden. Außer der Lautstärke wird das Obertonspektrum verändert und somit ein anderer Klangcharakter erzeugt. Beim Spiel mit einer Hand veränderlich ist der Wah-Wah-Dämpfer aus Metall bzw. Kunststoff und der Plunger aus Gummi. Es sind auch spezielle Übungsdämpfer erhältlich, bei denen der Ton nur durch Kopfhörer hörbar ist.
Der Preis einer neuen Trompete beginnt bei etwa 150 € und kann bei aufwendigen Spezialanfertigungen jenseits von 30.000 € liegen. In Mitteleuropa handwerklich gefertigte Instrumente kosten ab ca. 800 €, übliche Orchester-Trompeten ca. 1500 bis 3000 €. Bei der Anschaffung eines Neuinstrumentes ist fachlicher Rat unabdinglich. Gerade für Anfänger ist es wichtig, technisch gut funktionierende und sauber intonierende Instrumente auszuwählen. Dabei ist zu beachten, dass selbst baugleiche Modelle oft unterschiedliche Spiel- und Klangcharakteristiken aufweisen können.
Die Fertigungszeit einer Trompete beträgt ca.
- einfache Industrieproduktion: 2 bis 8 Stunden,
- einfache handwerkliche Designausführung: 25 Stunden,
- Profiinstrument: ab 35 Stunden, je nach Materialausführung und Bearbeitungsaufwand.

## Verwandte Instrumente
Von der Lage her eng verwandt mit der Trompete sind das Flügelhorn und das Kornett. Sie werden auch meistens von Trompetern gespielt, gehören aber aufgrund ihrer Mensur zur Hornfamilie. Eine weitere Variation der Trompete ist die oben erwähnte Basstrompete, welche sich in der Tenorhornstimmlage bewegt.
Das Flügelhorn hat eine weitgehend konische Mensur. Es ist im Klang deutlich weicher als die Trompete. Zwischen Trompete und Flügelhorn liegt das Kornett.  Sein Klangcharakter ist etwas weicher als der der Trompete, jedoch härter als der des Flügelhorns.
Lediglich im Namen (und etwas in der Bauform) ist die Martinstrompete verwandt; ihr Ton wird jedoch nicht von schwingenden Lippen des Musikers erzeugt.

## Geschichte
Schon die Ägypter spielten vor 3500 Jahren trompetenartige Instrumente (snb/sprich: scheneb) aus Metall, die gleiche Bauform dürfte auch die altjüdische Chazozra gehabt haben. Frühe Trompeten, wie die griechische Salpinx oder die römische Tuba, waren langgestreckt und ohne Windungen. Die Hakenform des römischen Lituus und des keltischen Carnyx entstanden vermutlich durch die Verbindung eines geraden Rohrs mit einem krummen Tierhorn als Schallbecher. In der Form eines großen G war das römische Cornu gewunden. Die immer paarweise verwendeten Luren der Germanen erhielten ihre Form wahrscheinlich durch die Nachahmung von Mammutstoßzähnen. Vorrangig verwendetes Material für antike Blechblasinstrumente war Bronze, die im Wachsausschmelzverfahren bearbeitet wurde.
Ob die Kunst des Rohrbiegens von der Antike durch das Mittelalter tradiert wurde oder im Abendland neu entdeckt werden musste, ist nicht mit Sicherheit geklärt. Frühmittelalterliche Trompeten waren gestreckt. Gewundene Formen sind erst ab dem 14. Jahrhundert in ikonografischen Quellen nachzuweisen. Schriftlich wurde der Begriff Drometten bereits 1470 (in einem Dokument in Pirna) oder später Drommete (von Martin Luther bei seiner Bibelübersetzung zum Prophet Jesaja 18,3) verwendet. Als Standardform bildete sich im ausgehenden Mittelalter die einmal gewundene Langtrompete heraus, die als Barocktrompete bis zum Ende des 18. Jahrhunderts praktisch unverändert blieb. Der Tonumfang dieser Instrumente war auf die Naturtonreihe beschränkt, deren vierte Oktave (Clarinregister) eine vollständige Skala bereitstellt. Die Beherrschung dieser hohen Lage, das sogenannte Clarinblasen, gilt als die hohe Kunst barocker Trompetenmusik. Die Existenz einer mittelalterlichen Zugtrompete ist nach wie vor umstritten.
Vom ausgehenden Mittelalter bis ins Barock galt die Trompete als Herrschaftssymbol. Trompeter waren hoch angesehene Beamte. Nur zu hohen kirchlichen Festen war es erlaubt, dass sie mit anderen Musikern zusammen zu anderen Zwecken spielten.
Den Übergang zu Ventiltrompeten markieren zahlreiche „chromatisierte“ Varianten:
- Bei der Stopftrompete handelte es sich um eine Trompete, die mit Hilfe der Hand und der Lippenspannung ein- bis zweieinhalb Töne tiefer gespielt werden konnte. Die Klangqualität litt jedoch stark. Der Ton wurde nicht nur leiser, sondern auch dumpf und matt. Das Verfahren, das sich beim Waldhorn großer Beliebtheit erfreute, hatte für Trompeten nur geringe Bedeutung.
- Die Inventionstrompete ist gekennzeichnet durch zwei U-förmige Bögen. Der Vorteil dieser Trompete war, dass man die U-Bögen wechseln konnte. So hatte man hier auch die Möglichkeit von einer Grundstimmung auf weitere Grundstimmungen auszuweichen. Der Nachteil war, dass der Wechsel von einer zur nächsten Grundstimmung zu lange dauerte.
- Die Fanfarentrompete oder Fanfare (ursprünglich ein kurzes, ventilloses Blasinstrument) wurde um 1800 als Signalinstrument in der preußischen Kavallerie eingeführt. Für besondere Anlässe (Ankünden von Paraden oder anderen Ereignissen) kamen später die Heroldstrompeten, Instrumente mit Stoffbehängen, Wimpeln oder Fahnen, zur Anwendung.
- Die Zugtrompete der Stadtpfeifer (Tromba da tirarsi) verfügte über ein bewegliches Mundrohr, mit dessen Hilfe die Gesamtlänge des Instruments beim Spiel verändert werden konnte. Die Englische Zugtrompete des 19. Jahrhunderts funktionierte ähnlich wie die heutigen Zugposaunen mit einem U-Zug, der zusätzlich mit einem Rückstellmechanismus mit Feder versehen war. Mit solchen Instrumenten war eine chromatische (in Halbtönen fortschreitende) Tonleiter möglich. Doch mit der zunehmenden Virtuosität stieß die Zugtrompete an ihre Grenzen.
- Versuche, die Trompete mit Grifflöchern auszustatten, wurden in der zweiten Hälfte des 18. Jahrhunderts gelegentlich unternommen, kamen aber bis in die 1790er Jahre nicht über ein Experimentierstadium hinaus. Erst die von Anton Weidinger gebaute Klappentrompete konnte Publikum und Kritik überzeugen. Für dieses Instrument schrieb Joseph Haydn 1796 sein Trompetenkonzert Es-Dur, das bis heute das Standardwerk für Trompeter schlechthin ist. Grifflochsysteme, wie sie heute in der historischen Musikpraxis zum Spiel barocker Trompetenpartien Verwendung finden, sind moderne Adaptionen und haben keine historischen Vorbilder.

Die aus Schlesien stammenden Musiker Heinrich Stölzel (Hornist) und Friedrich Blühmel erfanden 1813 die so genannten Drehbüchsenventile, die den Luftstrom umleiten. Seit 1830 ist die heutige Bauform mit drei Ventilen bekannt (C. A. Müller, Mainz und F. Sattler, Leipzig).
Das heute in der sogenannten Deutschen Trompete gebräuchliche Drehventil erhielt seine endgültige Ausformung vermutlich 1832 bei Joseph Riedl in Wien.
Bereits 1831 wurden Ventile in ein Posthorn eingebaut, das damit zum Cornet à pistons („Horn mit Ventilen“) wurde. Mit der 1837 patentierten Weiterentwicklung durch Gustave Auguste Besson wuchs die Beliebtheit dieses Kornetts in der Militär- und Salonmusik zu seiner bis heute gängigen Bauform.
Der durch das Kornett begonnene Verdrängungsprozess der Trompete aus den Orchestern wurde ab etwa 1890 wieder zugunsten der Trompeten umgekehrt. Die heute gebräuchliche B-Trompete, die zuvor bereits 1828 in die preußische Militärmusik eingeführt wurde, hielt Einzug als Orchestertrompete und löste ab 1860–70 die (tiefere) F-Trompete ab. Obwohl z. B. der Militärkapellmeister Johann Heinrich Saro wiederholt betonte, dass B-Trompeten nicht den fülligen und kernigen Klang der F-Trompete hätten, sondern eher ähnlich dem Cornet à pistons klängen, nahmen viele Komponisten wenig Rücksicht auf die Möglichkeiten der Instrumente. Folglich spielten die Musiker immer öfter auf der sicherer zu handhabenden B- oder C-Trompete, zunächst nur die hohen Spieler, dann auch immer mehr die zweiten und dritten Spieler. Nikolai Rimski-Korsakow versuchte zwar die F-Trompete als Tromba alta wieder im Orchester zu etablieren – einzelne russische Komponisten, u. a. Schostakowitsch, taten dies ebenso –, aber sie mussten die Partien immer so einrichten, dass diese auch auf der nunmehr gängigen B-Trompete spielbar blieben.
Trompeten (oder ähnliche Instrumente) wurden praktisch immer auch als Signalinstrumente verwendet. Beispielsweise mussten alle Türmer in den Städten (Signal-)Trompete spielen können. Daraus resultierte eine hohe gesellschaftliche Anerkennung der Trompeter, die sich meist auch finanziell bemerkbar machte. Oftmals waren die Türmer/Trompeter bereits seit dem Mittelalter als Berufsgruppe anerkannt – anders als alle anderen Musiker. Verdi ließ für seine Oper Aida eine spezielle Fanfarentrompete, die Aida-Trompete, herstellen.
Auch im Militär-Handwerk spielten die Trompeter seit jeher als Signalgeber (Datenüberträger) eine wichtige Rolle.
In den letzten Jahrzehnten ist das Spielen der Trompete sehr populär geworden. Die Nachfrage nach Instrumenten wird heute meist durch große Betriebe mit industrieller Instrumentenproduktion gedeckt. Natürlich gibt es nach wie vor eine Reihe von Blechblasinstrumentenbaumeistern in kleineren Firmen, die in der Lage sind, individuell dem Musiker angepasste Instrumente zu bauen.

## Verwendung in der Musik

### Sakrale Musik
Trompeter gehören zu Posaunenchören. Der Nachwuchs wird in Landesposaunenwerken ausgebildet.

### Klassische Musik

#### Solowerke
Solokonzerte für Trompete wurden in der späten Barockzeit sehr beliebt; sie sind zumeist in sehr hoher Lage, da hier auch mit einer Barocktrompete diatonisches bzw. im Falle der Zugtrompete chromatisches Spiel möglich ist. Vivaldi, Telemann, Scarlatti, Michael Haydn und Bach (2. Brandenburgisches Konzert) sind hier zu erwähnen. Händel und Bach haben hohe Trompetensoli auch in ihren Oratorien, Messen und Kantaten verwendet.
Ein bekanntes frühklassisches Trompetenkonzert ist jenes von Leopold Mozart. Für die 1790 erfundene Klappentrompete schrieben Joseph Haydn und Johann Nepomuk Hummel ihre Konzerte, die bis heute zu den populärsten Werken der Gattung gehören. Wichtige Solokonzerte für die Ventiltrompete komponierten Alexander Arutjunjan, Henri Tomasi oder André Jolivet.

#### Kammermusik
In der klassischen Kammermusik ist die Trompete aus zwei Gründen nicht stark vertreten: zum einen, weil sie als eher lautes Instrument dazu tendiert, die mitmusizierenden Instrumente (wie ein Streichquartett) zu übertönen, zum anderen, weil sie lange Zeit auf das begrenzte Repertoire der Naturtöne beschränkt war. Aus der Renaissance- und Barockzeit allerdings gibt es eine Anzahl von Kammersonaten, die entweder original für Zink komponiert sind oder die viel höhere Lage bevorzugen, die auch Bach für seine Werke verwendete.
Mit der Einführung der Ventile entstanden auch neue Werke, etwa für Trompete mit Klavierbegleitung, aber auch in gemischter Kammermusik des 20. Jahrhunderts kommen manchmal Trompeten vor, etwa in Bohuslav Martinůs Revue de Cuisine. Um 1950 wurde das Blechbläserquintett populär, für das viele Neukompositionen oder Bearbeitungen geschaffen wurden.

#### Orchester

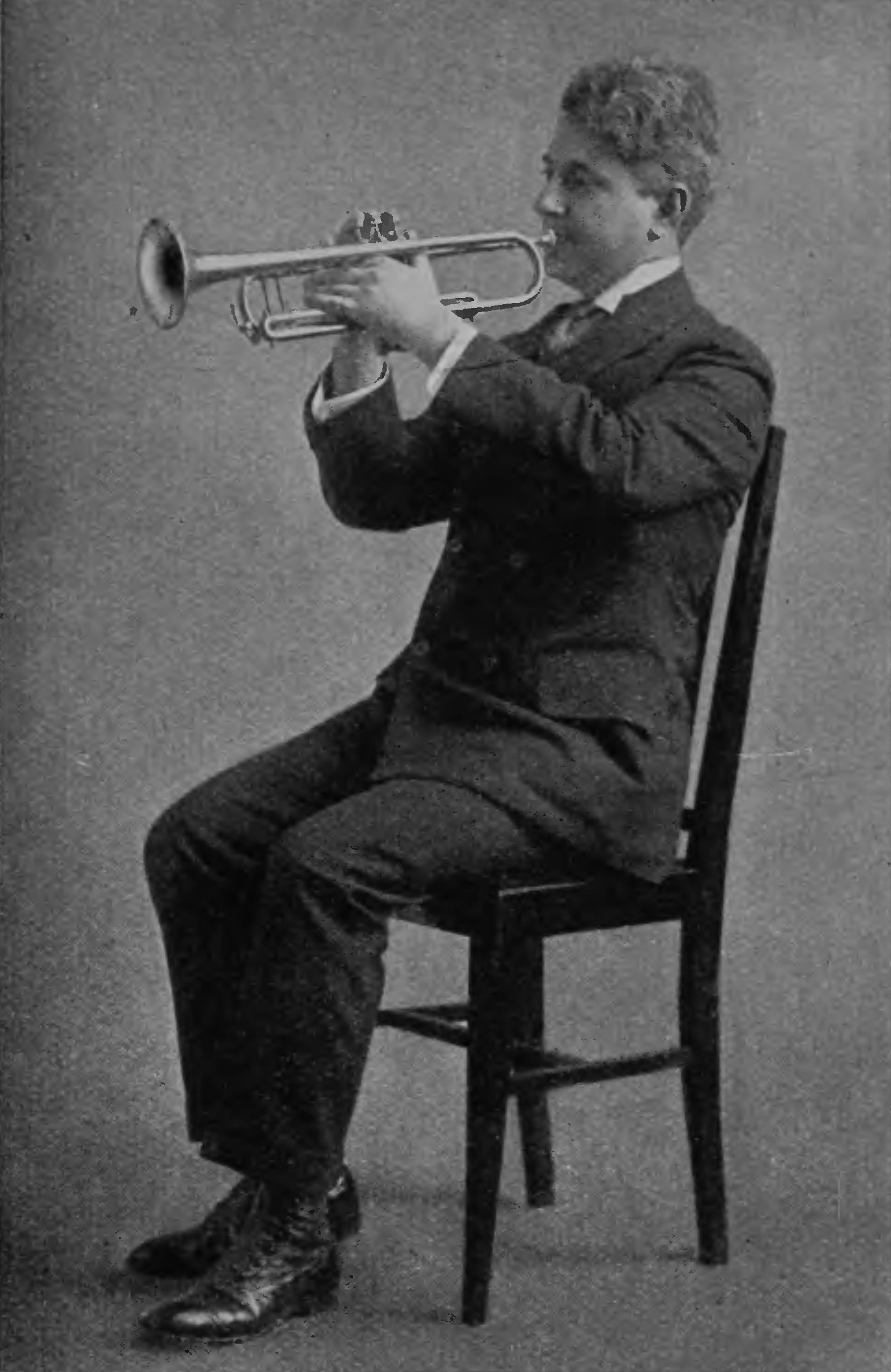
Trompeter der Metropolitan Opera (1917).

Im Barockorchester (vor allem bei Bach) sind, wenn überhaupt, dann zumeist zwei bis vier Trompeten (in der Regel mit Pauken) besetzt, die, oft in höchster Lage, heroische und göttliche Harmonien versinnbildlichen (zum Beispiel in Bachs Magnificat).
Im klassischen und frühromantischen Orchester (also vor der Entwicklung der Ventile) hatten die zwei Trompeter hauptsächlich die Aufgabe, im Tutti (oft gemeinsam mit einem Paar Pauken) Grundtöne zu spielen. Manchmal wurden sie aber auch thematisch eingesetzt, etwa bei Themen aus Quarten oder Dreiklangszerlegungen, welche daher auch nur mit den Naturtönen der Naturtrompete spielbar sind.
Die Ventiltrompete (zunächst das Kornett) wurde von den meisten Komponisten aller Länder begeistert aufgenommen und sofort eingesetzt. Für den deutschsprachigen Raum sind hier besonders Richard Wagner (auf den im Übrigen die Holztrompete zurückgeht), Anton Bruckner, Richard Strauss (zum Beispiel seine Alpensinfonie) und Gustav Mahler (etwa am Anfang der 5. Sinfonie) zu erwähnen.
Im sinfonischen Blasorchester der Gegenwart sind bis zu vier Trompetenstimmen vorhanden, die von bis zu zehn Musikern gespielt werden.

### Jazz

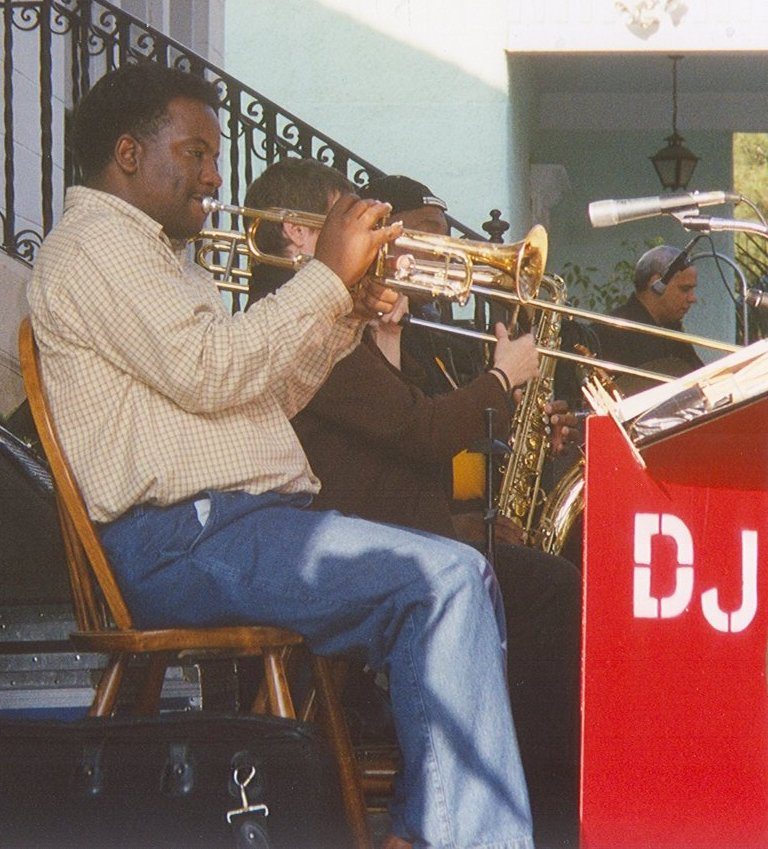
Trompeter der Deacon John Moore Band, New Orleans

Im Jazz ist die Trompete neben dem Saxophon wohl das wichtigste Blasinstrument. Schon in der klassischen New-Orleans-Jazz-Besetzung ist sie Melodieinstrument, auch aus der Big Band ist sie nicht wegzudenken. Wichtige Jazz-Trompeter finden sich auf der Liste von Jazzmusikern und im Artikel Jazztrompeter. Im Jazz wird besonders viel mit Dämpfern gearbeitet und fast nur auf Trompeten mit Pumpventilen gespielt.

### Popmusik
In der Popmusik wird die Trompete oft in einem Bläsersatz mit Posaune und Saxophon verwendet. Vor allem in der Soul- und Funk-Musik setzen die trompetendominierten Bläsergruppen wichtige Akzente an der Nahtstelle zwischen Melodie und Rhythmusgruppe. Wichtige und stilbildende Vertreter dieses Genres sind Blood, Sweat & Tears, Chicago und Earth, Wind & Fire. Ein aktuelles Beispiel dafür ist der Retro-Sound des Farin Urlaub Racing Teams.